# Herren von Magenheim

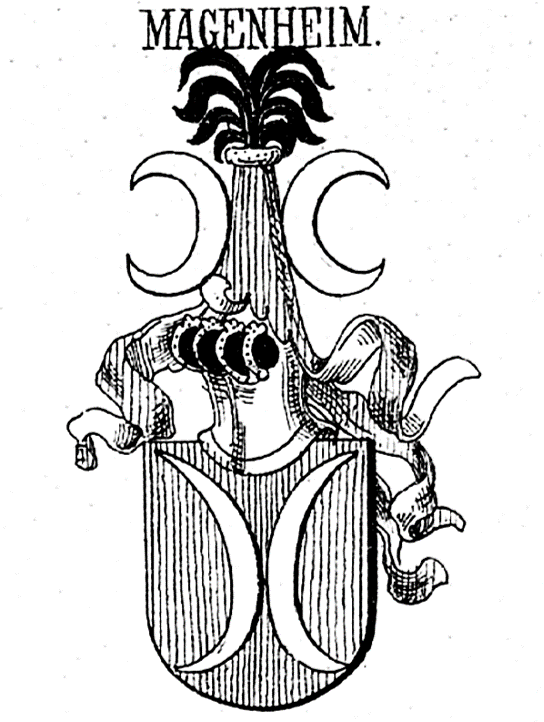
Wappen derer von Magenheim

Die Herren von Magenheim waren ein mittelalterliches Adelsgeschlecht im Zabergäu und Kraichgau mit einem Dutzend niederadeliger Vasallen. Der namengebende Stammsitz der Familie war der abgegangene Ort Magenheim bei Cleebronn, der 793 erstmals und bereits im 9. Jahrhundert letztmals erwähnt wurde.

## Geschichte
Ein Zeisolf von „Brackenheim“ wird 1147 auch „von Magenheim“ genannt. Die Freiherren von Magenheim herrschten hier im 12. und 13. Jahrhundert. Im 14. Jahrhundert verloren sie allmählich an Einfluss und Macht und ihre Besitzungen gingen an die Grafen von Württemberg. Quellen nennen sie nobiles (Edle), in Zeugenlisten werden sie unmittelbar hinter den Grafen aufgeführt. Angehörige des Geschlechts kamen in der Umgebung der Bischöfe von Speyer und Worms und der Grafen von Tübingen vor. Ein Konrad von Magenheim trat 1231 im Gefolge König Heinrichs VII. auf. Heiraten erfolgten in die Familien Schauenburg, Neuffen, Lupfen, Lichtenberg, Gemmingen, Tübingen, Bolanden, Hohenberg.
Stammsitz der Herren von Magenheim war als Lehen von Kloster Lorsch der Michaelsberg bei Cleebronn mit den Burgen Ober- und Niedermagenheim. Die Magenheim lösten dort im 11. Jahrhundert die Grafen von Calw als Leheninhaber ab. Dazu tritt allodialer Besitz, der sich um das Jahr 1270 auf über 20 Ortschaften in drei geschlossenen Territorien auf das Zabergäu (Brackenheim, Ochsenbach) und Kraichgau (Lauterstein-Kirchhausen) erstreckte. Neben dem Bau der Burg Niedermagenheim mit repräsentativem Palas (ca. 14 × 30 m) gehen in der Mitte des 13. Jahrhunderts der Bau der Johanniskirche bei Brackenheim, die Errichtung des Klosters in Frauenzimmern und die Erhebung Brackenheims zur Stadt auf die Magenheimer zurück. Im Chor der Johanniskirche gab es Grabplatten der Edlen von Magenheim, auf denen sich folgende Inschriften befanden:
- Anno Domini 1363 in crastino S. Dionysii obiit Egeno de Magenheim, Rector in Br. (Im Jahre des Herrn 1363 starb am Tag des Heiligen Dionysos Egeno von Magenheim, Kirchherr in Brackenheim)
- Anno Domini 1365 Feria quinta post Luciae obiit Erginger de Magenheim miles

Die Johanniskirche war die Begräbnisstätte der Familie von Magenheim, einige der Familienmitglieder waren Angehörige des Deutschordens.
Die Reichsstraße Cannstatt-Speyer, die zuvor durch Meimsheim führte, wird anlässlich der Stadterhebung von Brackenheim um 1280 umgeleitet. Der so genannte Maulbronner Paradiesmeister (ca. 1180–1240) verwendete als Baumeisterzeichen an Klosterkirchen und der Burg Neipperg das Wappen der Familie, zwei silberne Mondsicheln auf rotem Grund. Er scheint aus der Familie zu stammen.
Nach dem Fall der Staufer kommt es im Interregnum, begünstigt durch Heiraten und den ertragreichen Weinbau, zu einem Ausbau des Territoriums (neu: Schauenburg, Neuffen-Blankenhorn, Heinsheim). Erkinger und Konrad gehen nach der gegen Württemberg-Grüningen verlorenen Schlacht von Brackenheim 1277 in die Defensive und begründen eine lange währende Allianz mit den Familien Habsburg-Hohenberg, die sich in einer Heirat und Verkäufen dokumentiert.
Konrad von Obermagenheim verkauft 1288 das Lorscher Lehen mit Bönnigheim an König Rudolf von Habsburg und zieht sich in die Herrschaft Ochsenberg im oberen Zabergäu zurück. Sein Sohn Zeisolf verkauft diese 1321 dann an Baden. Die Herrschaft Niedermagenheim mit Brackenheim wird nach Ulrich von Magenheims Tod 1303 geteilt und fällt zur Hälfte an die Grafen von Hohenberg, die sie an Württemberg verkaufen. Die andere Hälfte wird erst 1367 von den Magenheim an Württemberg verkauft, weil durch eine weitere Erbteilung 5 Söhne zu versorgen waren. Ende des 14. Jahrhunderts stiften die letzten des Geschlechtes (Erkinger „der Rich“ und Zeisolf) einen Großteil ihres Besitzes an die Stadt Heilbronn. Auf Magenheimer Stiftungen gehen mehrere Altäre sowie das später zum Katharinenspital gehörige Heilbronner Seelhaus zurück.

## Angehörige der Familie
Die Zimmerische Chronik erwähnt einen Grafen Erchinger von Monhaim (wobei Monhaim für Magenheim steht), dem vom Erzstift Mainz die Stadt Bunika als Lehen überlassen wurde. Zu Seinem Hoheitsgebiet gehörten unter anderem die Flecken Brackana (Brackenheim) und Guglingen (Güglingen). Die Bewohner von Bunika weigerten sich Abgaben an ihn zu leisten. Daher überfiel er gemeinsam mit seinem Schwiegersohn Graf Kuno von Neuffen, dem er seine Tochter Gerlinda zur Frau gegeben hatte, und bestrafte die Bürger hart. Im Zuge der Streitigkeiten wurde der Graf gefangen genommen und seine Burg bis auf die Grundmauern niedergebrannt. Daraufhin zog sich die Familie auf das Schloss Magenhaim zurück. Dort gedachte er jedoch nicht zu bleiben, sondern wollte seinen Lebensabend in dem Kloster in Frauenzimmern verbringen, das er selbst um das Jahr 1133 hatte erbauen lassen.
- Erchinger (Erkinger) von Monhaim († 1159, beigesetzt im Chor der Kirche des Klosters Frauenzimmern) ⚭ Maria (Pfalzgräfin von Tübingen)
  - Gerlinda von Monhaim ⚭ Kuno von Neuffen (Cunen von Neifen)
  - Anna von Monhaim ⚭ um 1159 mit Johann von Zimbern, Sohn des Albrecht von Zimbern und dessen Frau Beatrix (geborene von Urslingen)
- Konrad von Magenheim von der oberen Burg verkauft im April 1288 das Dorf Ramsbach (Rennspach) an König Rudolf[7]
  - Zeisolf von Magenheim, Sohn des edlen Ritters Konrad von Magenheim[8][9]
- Erkinger (Erkenger) von Magenheim, Ritter verkauft im Januar 1303 den Nicenhof sowie weitere Besitzungen in Kirchhausen an das Kloster Adelberg und den Heilbronner Bürger Gebewin[10] ⚭ Anna, daraus drei Söhne, Johannes, Friedrich und Ulrich und mehrere Töchter
- Ulrich von Magenheim, Ritter verkauft im Januar 1303 seine Besitzungen in Kirchhausen[10]
- Egeno von Magenheim († 1363)
- Lucia (Erginger) von Magenheim († 1365)
- Wernher von Magenheim um 1367[11]
- Zeisolf von Magenheim, stiftet für sein und seiner Vorfahren Seelenheil im März 1397 15 Eimer Wein … an der Pfarrkirche zu Heilbronn.[10]
- Die Brüder Friedrich von Magenheim, Heinrich von Magenheim, Komtur zu Erdlingen, Ulrich von Magenheim, Wilhelm von Magenheim (Propst zu Solnhofen) verzichten auf ihr Erbe[12]

## Wappen
Das Wappen der Familie Magenheim zeigt zwei voneinander abgekehrte Monde. Diese Monde waren rot im weißen Felde, die Helmzier bestand aus einem Rosenstock mit sieben weißen Rosen.